# Lacrim (album)
Lacrim è il terzo album in studio del rapper francese omonimo, pubblicato l'8 febbraio 2019 dalla Plata o Plomo.

## Tracce
Disco 1
1. RS6 – 3:36
2. Bloody (feat. 6ix9ine) – 2:58
3. Patrizia – 3:32
4. Pardon mama – 3:13
5. Granada – 4:13
6. Maladie (feat. Soolking) – 2:13
7. Puerto Rico (feat. French Montana) – 3:09
8. Miami – 3:14
9. Eprouvé (feat. Kayna Samet) – 4:39
10. Adjida – 3:08

Disco 2
1. Jon Snow – 3:18
2. Jvlius – 3:28
3. Solo – 2:53
4. West Coast (feat. Snoop Dogg) – 2:39
5. Never Personal (feat. Rick Ross) – 2:49
6. Trabaja – 3:35
7. Fugazi (feat. M Huncho e 3robi) – 3:42
8. 26 décémbre 1999 (feat. Oxmo Puccino) – 3:25
9. Kounti (feat. Cheb Mami) – 3:38
10. Tootsie's – 3:51

## Classifiche
| Classifica (2019) | Posizione massima |
| ----------------- | ----------------- |
| Belgio (Fiandre)  | 28                |
| Belgio (Vallonia) | 4                 |
| Francia           | 1                 |
| Paesi Bassi       | 18                |
| Svizzera          | 9                 |